# شهرستان جانسون (تگزاس)
جانسون (به انگلیسی: Johnson) شهرستانی در ایالت تگزاس است. در سرشماری سال ۲۰۱۰، جمعیت این شهرستان ۱۵۰٬۹۳۴ نفر اعلام شد. مرکز جانسون شهر برلسون است. شهرستان جانسون در سال ۱۸۵۴ تأسیس شد.

## جغرافیا
طبق اداره آمار آمریکا، این شهرستان مساحتی در حدود ۱٬۹۰۱ کیلومتر مربع دارد.

### شهرها
- آلورادو
- برایراوکس
- برلسون
- جاشوا
- کراولی
- کرسون
- کلیبرن
- منسفیلد
- کین
- ریو ویستا